# Чуто (Оклахома)
Чуто (англ. Chouteau) — місто (англ. town) в США, в окрузі Мейз штату Оклахома. Населення — 2059 осіб (2020).

## Географія
Чуто розташоване за координатами 36°11′20″ пн. ш. 95°20′6″ зх. д. / 36.18889° пн. ш. 95.33500° зх. д. (36.188952, -95.335112).  За даними Бюро перепису населення США в 2010 році місто мало площу 8,40 км², з яких 8,40 км² — суходіл та 0,00 км² — водойми. В 2017 році площа становила 8,92 км², з яких 8,91 км² — суходіл та 0,00 км² — водойми.

## Демографія
Згідно з переписом 2010 року, у місті мешкало 2097 осіб у 823 домогосподарствах у складі 599 родин. Густота населення становила 250 осіб/км².  Було 920 помешкань (109/км²).
Расовий склад населення:
| - 74,9 % — білих - 16,3 % — корінних американців - 0,2 % — чорних або афроамериканців - 0,2 % — азіатів - 0,1 % — вихідців з тихоокеанських островів |

До двох чи більше рас належало 8,1 %. Частка іспаномовних становила 1,8 % від усіх жителів.
За віковим діапазоном населення розподілялося таким чином: 25,8 % — особи молодші 18 років, 58,8 % — особи у віці 18—64 років, 15,4 % — особи у віці 65 років та старші. Медіана віку мешканця становила 37,3 року. На 100 осіб жіночої статі у місті припадало 93,3 чоловіків;  на 100 жінок у віці від 18 років та старших — 88,9 чоловіків також старших 18 років.
Середній дохід на одне домашнє господарство  становив 53 129 доларів США (медіана — 42 875), а середній дохід на одну сім'ю — 62 944 долари (медіана — 56 354). Медіана доходів становила 50 833 долари для чоловіків та 26 625 доларів для жінок. За межею бідності перебувало 17,7 % осіб, у тому числі 24,1 % дітей у віці до 18 років та 9,7 % осіб у віці 65 років та старших.
Цивільне працевлаштоване населення становило 794 особи. Основні галузі зайнятості: освіта, охорона здоров'я та соціальна допомога — 22,0 %, виробництво — 21,4 %, мистецтво, розваги та відпочинок — 10,3 %, роздрібна торгівля — 9,6 %.